# Cent Pages blanches

Cent Pages blanches est un téléfilm de Laurent Jaoui diffusé le 26 juin 2013.
L'histoire est adaptée du roman éponyme de Cyril Massarotto.

## Distribution
- Marius Colucci : Sacha
- Armelle Deutsch : Louise
- Caroline Bourg : Julia
- Lamine Lezghad : Malik
- Michel Jonasz : Vania, Grand-Pa
- Lilly Rose Debos : Charlotte, fille de Julia
- Guillemette Barioz : Macha, sœur de Sacha
- Gaëlle Lebert : Nina, sœur de Sacha
- Annelise Hesme : Maman de Sacha